# The Art of Getting By
 The Art of Getting By és una comèdia romàntica americana de Gavin Wiesen estrenada el 2011, protagonitzada per Freddie Highmore, Emma Roberts, Michael Angarano, Elizabeth Reaser, Sam Robards, Rita Wilson i Blair Underwood. És la primera del director i guionista Gavin Wiesen. Es va estrenar amb el títol Homework el 2011 al Festival de Sundance.

## Argument
En el Career Day, George (Freddie Highmore) coneix un artista jove, Dustin, i queda impactat pels seus pensaments sobre la vida. Porta Sally (Emma Roberts) amb ell per visitar Dustin i resulta que a Dustin li agrada Sally. Sally convida George a la festa del New Years Eve. A la festa, balla amb el seu ex, mentre George s'emborratxa, vomitant fora abans d'adormir-se al carreró. Sally el troba allà i es disculpa. Durant el Valentine's Day, els dos surten a sopar i Sally li demana que tingui sexe amb ella. George, clarament impressionat, no contesta. Després de l'una pausa, Sally diu que ells no saben com és el seu amic en realitat. No diu res la resta del temps que són junts i se'n va a casa d'hora. No contesta les trucades de Sally. Sally en canvi convida Dustin i coqueteja amb ell. Els dos comencen a sortir després que Dustin la besi.

## Repartiment
- Freddie Highmore: George
- Emma Roberts: Sally
- Michael Angarano: Dustin